# Cratere Vaduz
Vaduz  è un cratere sulla superficie di Marte.